# Lucrezia Lante della Rovere
Lucrezia Lante della Rovere (en italien : [luˈkrɛttsja ˈlante della ˈroːvere], née à Rome le 19 juillet 1966, est une actrice italienne active au cinéma, à la télévision et au théâtre.

## Biographie
Lucrezia Lante della Rovere, née « Donna Lucrezia Lante Montefeltro della Rovere », est la fille d'Alessandro Lante della Rovere (1936-1995) et de Marina Ripa Di Meana. Elle a étudié pendant un an à l'American Overseas School of Rome (en).
Elle a fait ses débuts dans le film de Mario Monicelli Pourvu que ce soit une fille (1986), où elle a joué aux côtés de Catherine Deneuve, Stefania Sandrelli, Giuliana De Sio, Giuliano Gemma, Bernard Blier, Philippe Noiret et Paolo Hendel.

## Filmographie partielle

### Cinéma
- 1986 : Pourvu que ce soit une fille (Speriamo che sia femmina) de Mario Monicelli
- 1988 : Delitti e profumi de Vittorio De Sisti
- 1989 : Histoire de garçons et de filles (Storia di ragazzi e di ragazze) de Pupi Avati
- 1992 : Quando eravamo repressi de Pino Quartullo
- 1992 : Soupe de poissons (Zuppa de pesce) de Fiorella Infascelli
- 2000 : La carbonara de Luigi Magni
- 2008 : Quantum of Solace de Marc Forster
- 2009 : Viola di mare de Donatella Maiorca
- 2018 : Benedetta follia de Carlo Verdone

### Télévision
- 1988 : Quando ancora non c'erano i Beatles, de Marcello Aliprandi - TV Mini-série
- 1995 : La famiglia Ricordi, de Mauro Bolognini - TV Mini-série
- 1996 :
  - Uno di noi, de Fabrizio Costa - TV Mini-série
  - Les amants de rivière rouge, de Yves Boisset - TV Mini-série
- 1998 :
  - Trenta righe per un delitto, deLodovico Gasparini - TV Mini-série
  - Cronaca nera, deGianluigi Calderone et Ugo Fabrizio Giordani - TV Mini-série
- 2002 : Il lato oscuro, de Gianpaolo Tescari - TV Mini-série
- 2004 :
  - Orgoglio, de Giorgio Serafini et Vittorio De Sisti - TV Émission de télévision
  - Attenti a quei tre, de Rossella Izzo - TV Miniseries
- 2005 : Nebbie e delitti, de Riccardo Donna - TV Mini-série - Episode: L'affittacamere
- 2006 : Giorni da Leone 2, de Francesco Barilli - TV Mini-série
- 2009 : Lo smemorato di Collegno, de Maurizio Zaccaro - TV Mini-série
- 2010 : Donna detective 2, de Fabrizio Costa - TV Mini-série
- 2011 : Tutti pazzi per amore 3, de Laura Muscardin- TV Émission de télévision
- 2012 :
  - Il sogno del maratoneta, de Leone Pompucci - TV Mini-série
  - Una musica silenziosa, de Ambrogio Lo Giudice - TV Mini-série
- 2015 : La dama velata, de Carmine Elia - TV Mini-série